# Skateaway
Skateaway (с англ. — «Укатывай») — песня британской рок-группы Dire Straits, написанная Марком Нопфлером и вошедшая в альбом Making Movies. Песня вышла синглом в 1980 году, а строчка из неё дала название всему альбому.

## Текст
В песне рассказывается о девушке на роликах, бесстрашно едущей по проезжей части оживлённой городской дороги:
I seen a girl
On a one way corridor
Stealing down a wrong way street
и слушающей рок-радиостанцию через портативный радиоприёмник с наушниками. Глядя на окружающее, она придумывает в воображении различные сюжеты («снимает» воображаемые «фильмы»), подсказанные услышанными песнями:
She’s making movies on location 
She don’t know what it means 
But the music make her wanna be the story 
And the story was whatever was the song what it was 
В то же время строчку «She’s making movies on location» можно понимать и в том смысле, что героиня песни обращает на себя внимание окружающих.

## Композиционные особенности
В песне можно выделить несколько контрастных структурных частей: запев, бридж и припев. Запев практически проговаривается речитативом. Бридж (начинающийся словами «No fear alone at night») звучит между первым и вторым запевами и перед каждым из двух припевов. Припев («She gets rock’n’roll» и далее) наиболее контрастен остальным частям, имеет запоминающуюся мажорную мелодию и благодаря тональной модуляции звучит как своеобразный прорыв.

## Видео
В павильонном видеоролике роль девушки-роллера исполнила Джейзик «Джей» Азикиве (Jayzik «Jay» Azikiwe, 1958—2008) — поэтесса и певица, дочь первого президента Нигерии Ннамди Азикиве, выступившая под псевдонимом Jay Carly.

## Чарты
Наиболее высокого места в чартах — 17-го — сингл достиг в Ирландии, появившись в списке 29 марта 1981 года и оставаясь там 4 недели
. В Великобритании песня поднялась до 37-го места, попав в список 4 апреля 1981 года и продержавшись 5 недель. Песня заняла #47 в Новой Зеландии и #58 в США.

## Издания
Хотя в большинстве стран сингл вышел с песней «Solid Rock» на стороне Б, в Канаде на стороне Б была издана «Les Boys», а в Англии — «Expresso Love».